# Bán đảo Nicoya

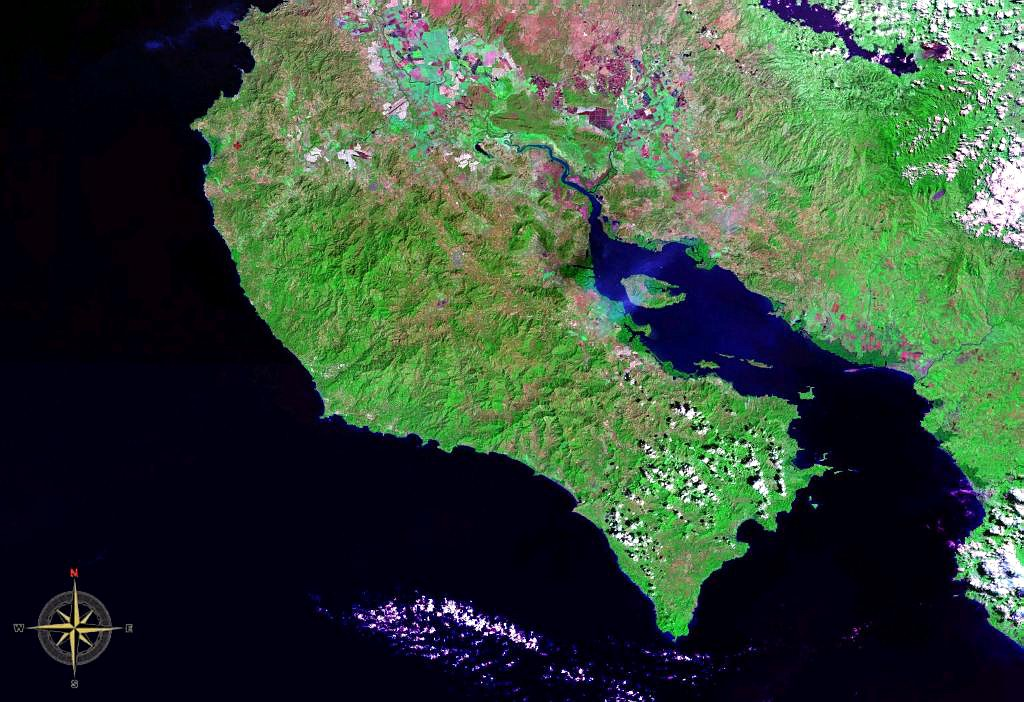
Bán đảo Nicoya nhìn thấy từ không gian

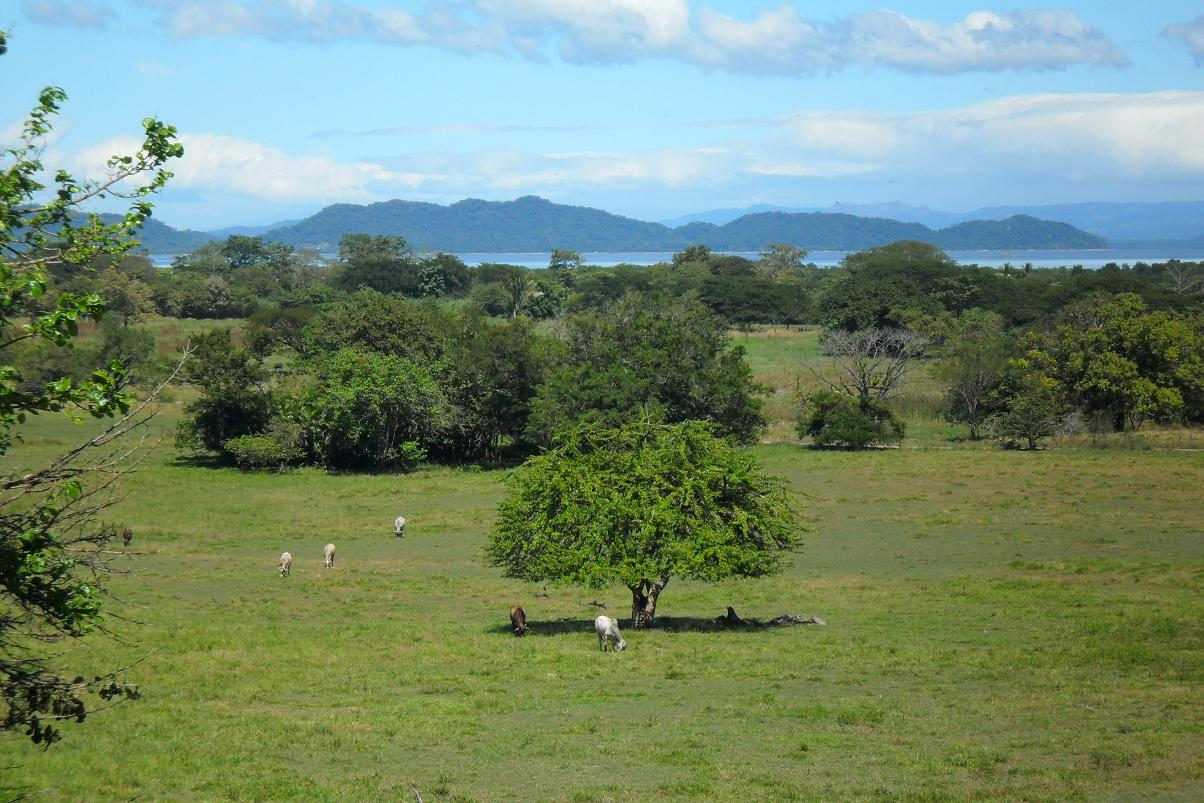
Một cảnh quan trên phần phía đông của bán đảo Nicoya

Bán đảo Nicoya (Tiếng Tây Ban Nha: Península de Nicoya) là một bán đảo bên bờ Thái Bình Dương thuộc nước Costa Rica. về mặt hành chánh, miền bắc bán đảo thuộc tỉnh Guanacaste; góc đông nam là tỉnh Puntarenas. Với vị trí 10° Bắc và 85,4166667° Tây, bán đảo Nicoya có bề rộng từ 19-37 dặm (60 km) và dài khoảng 75 dặm (121 km). Đây là bán đảo lớn nhất Costa Rica.
Nicoya có nhiều bãi biển cát mịn, khí hậu điều hòa nên đã thu hút nhiều du khách đến nghỉ mát.
Thị trấn chính trên bán đảo này là Nicoya (thuộc tỉnh Guanacaste). Khu vực này cũng là vùng đất có những di chỉ khảo cổ lâu đời nhất được khai quật ở Costa Rica.
Các thị trấn khác là Tamarindo, Santa Cruz, Nosara, Sámara, Naranjo, Paquera, Curu, Tambor, Montezuma, Santa Teresa, Mal Pais.
Nicoya cũng được biết đến qua cuốn sách của Dan Buettner, ghi nhận một số không nhỏ dân cư đạt tuổi thọ cao.

## Thiên nhiên
Bán đảo Nicoya có tiếng là "vùng đất xanh" vì có nhiều khu bảo tồn thiên nhiên và vườn quốc gia như: Khu bảo tồn thiên nhiên Cabo Blanco, Khu bảo tồn cuộc sống hoang dã Camaronal, Cueva Murciélago, Curú, La Ceiba, Romelia và Vườn quốc gia Diria...

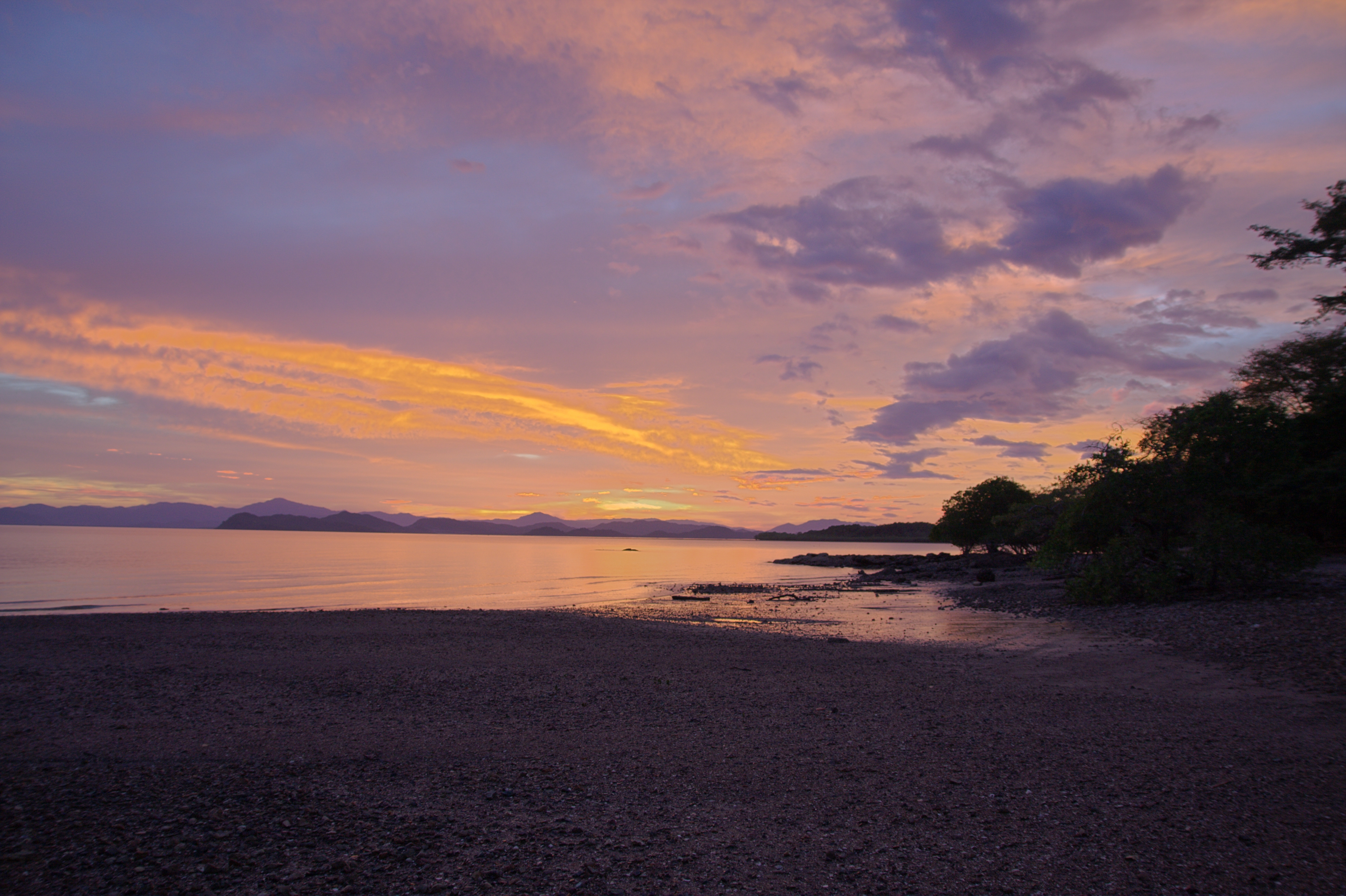
Hoàng hôn trên bán đảo Nicoya